# Ванни, Массимо
Массимо Ванни (итал. Massimo Vanni) — итальянский актёр, каскадёр и постановщик трюков. Снимался в кино также под псевдонимом Алекс МакБрайд (англ. Alex McBride).

## Биография

### Ранние годы
У Массимо Ванни с детства было два больших увлечения: спорт и кино. В раннем возрасте отец Массимо привёл его в спортзал железнодорожников неподалёку от их дома, на улице Бари (итал. Bari), в Риме. Этот зал находился на первом этаже здания, а этажом выше был кинотеатр «Италия» (итал. Italia). Массимо смотрел кино, а потом спускался вниз и пробовал освоить технику, которую видел на экране. Его кумиром тогда был Джулиано Джемма, известный итальянский актёр, начавший свою карьеру в кино как каскадёр. Массимо посмотрел все фильмы с его участием и был восхищён, что актёр всегда выполняет трюки сам, без дублёров. Позже, во время службы в армии, как и Джемма, в пожарных войсках, Массимо стал заниматься также гимнастикой.

### Дебют в кино
Съёмки в кино у Массимо начались в 1970 году с участия в массовке вестерна «Стальной кулак Джанго» режиссёра Джулиано Карнимео (итал. Giuliano Carnimeo). В следующем году он появился в эпизоде комедии «Ettore lo fusto», снятой его двоюродным братом Энцо Дж. Кастеллари (итал. Enzo  G. Castellari), артистический псевдоним Энцо Джиролами (итал. Enzo Girolami), который, в свою очередь, является сыном режиссёра Марино Джиролами итал. Marino Girolami). После этого ему была доверена маленькая роль уже со словами.
По поводу получения роли у Энцо Дж. Кастеллари в фильме Полиция обвиняет, закон освобождает с Франко Неро Массимо рассказал в своём интервью, что при подготовке к съёмкам в 1972 году продюсер Маурицио Амати (итал. Maurizio Amati) выразил режиссёру недовольство внешностью претендентов на роли киллеров.

«Я не хочу видеть всё те же лица из вестернов! Нового лица нет?», все были физиономии, здоровые… «Мальчишеского лица у тебя нет?». Энцо подумал обо мне и предложил мне последовать за ним в Геную, на съёмки фильма. Как только он повесил трубку, я был уже в самолёте.Оригинальный текст (итал.):”Io non voglio vedere le solite facce da western! Non c’è una faccia nuova?”, erano tutte faccione, grosse…”Non c’hai una faccia da ragazzino?”. Enzo  pensò  a me e mi propose di seguirlo a Genova, sul set del film. Io, come liui attaccò il telefono, ero già sull’aereo.
— www.unmondoaparte.it(intervista) Alberto Pallotta — Massimo Vanni: insostituibile Gargiulo
Позже, в том же году, друг Массимо по спортзалу сообщил ему, что Сальваторе Сампере для своего фильма «Грех, достойный прощения» подыскивает «пляжный тип» — высокий, спортивный персонаж, который мог бы отжиматься, ходить на руках, делать сальто — в общем, весь типичный репертуар для пляжа того времени. Когда Массимо пришёл на просмотр, он увидел там высоких геркулесов по сравнение с ним, у которого рост 1,71. Однако его физическая подготовка оказалась настолько превосходящей, что роль досталась ему, и участие в этой комедии стало важным звеном в его дальнейшей кинематографической карьере.

### Успех
С 1973 года он продолжает непрерывно сниматься, правда, исполняет маленькие роли. Известным его сделает роль бригадира Гарджуло (итал. Gargiulo) в длинной серии полицейских фильмов Бруно Корбуччи (итал. Bruno Corbucci), где главного героя, маршала (затем инспектора), Джиральди (итал. Giraldi), играл Томас Милиан. Хотя он показал себя хорошим характерным актёром, в последующие годы его часто используют в фильмах direct-to-video, снятых режиссёром Бруно Маттеи. где он играет под псевдонимом Алекс МакБрайд.
Вместе с тем, в 70-е—80-е годы Массимо Ванни главным образом находится на экране на первом плане, в качестве спарринг-партнёра главного героя и считается одним из самых популярных и хорошо оплачиваемых актёров итальянского жанрового кино. Кроме того он продолжает работать в фильмах как каскадёр и координатор трюковых съёмок..

### Творческие достижения
Для кино и телевидения как актёр Массимо Ванни снялся более чем в ста фильмах, в двадцати из которых он являлся спарринг-партнёром главного персонажа. Также в его фильмографии около 50 картин, где он работал каскадёром и постановщиком трюков.
Он снимался у таких известных режиссёров, как: Энцо Дж. Кастеллари, Серджо и Бруно Корбуччи, Лучо Фульчи, Умберто Ленци, Тинто Брасс, Мартин Скорсезе, Дарио Ардженто, Дамиано Дамиани, Джузеппе Торнаторе, Микеле Плачидо и Ренцо Мартинелли.
В 2003 году он выигрывает приз Золотая чаша (итал. Grolla d'oro), один из самых старых в итальянском кино, как лучший актёр-каскадёр и становится обладателем звания «Маэстро оружия» (итал. Maestro D'Armi).
В 2014 году за вклад в киноискусство он был награждён «Золотой медалью» на 35-м вручении премии «Жизнь в кино» (итал. Una vita per il cinema)

## Награды и номинации
| Год  | Премия                 | Категория      | Награда        | Результат |
| ---- | ---------------------- | -------------- | -------------- | --------- |
| 2003 | Grolla d'oro           | Актёр-Каскадёр | Maestro D’Armi | Победа    |
| 2014 | Una vita per il cinema | Каскадёр       | Medaglie d’Oro | Победа    |

## Фильмография

### Актёр

#### Кинофильмы
- 1970: Стальной кулак Джанго / Это Сартана… продай оружие и купи гроб (C'è Sartana… vendi la pistola e comprati la bara), Джулиано Камимео (Giuliano Carnimeo) — Mantas Henchman #3 (в титрах не указан)
- 1971: Этторе — бочонок (Ettore lo fusto),Энцо Дж. Кастеллари (Enzo G. Castellari) — член банды Акилле (в титрах не указан)
- 1973: Полиция обвиняет, закон освобождает (La polizia incrimina, la legge assolve), Энцо Дж. Кастеллари (Enzo G. Castellari) — киллер
- 1973: Грех, достойный прощения (Peccato veniale),Сальваторе Сампери (Salvatore Samperi) — Mr. Muscle
- 1973: Четверо обжор на манёврах (4 marmittoni alle grandi manovre), Марино Джиролами (Marino Girolami)
- 1974: Закон улиц (Il cittadino si ribella), Энцо Дж. Кастеллари (Enzo G. Castellari) — Unibrow
- 1975: Эммануэль и Француаза, сестрички (Emanuelle e Françoise (Le sorelline)), Джо д`Амато (Joe d’Amato) — Роби
- 1975: Паскуалино «Семь красоток» (Pasqualino Settebellezze), Лина Вертмюллер (Lina Wertmüller) — человек в тюрьме (в титрах не указан)
- 1975: Жестокий Рим (Roma violenta), Франко Мартинелли (Franco Martinelli) — Валли
- 1975: Кольт из луковицы (Cipolla Colt), Энцо Дж. Кастеллари (Enzo G. Castellari) — Бак, Lamb Henchman
- 1975: Мы не ангелы (Noi non siamo angeli), Джанфранко Паролини (Gianfranco Parolini)
- 1976: Приключения и любовь Скарамуша (Le avventure e gli amori di Scaramouche), Энцо Дж. Кастеллари (Enzo G. Castellari)
- 1976: Большой рэкет (Il grande racket), Энцо Дж. Кастеллари (Enzo G. Castellari) — приспешник Руди
- 1976: Римское лицо насилия (Roma, l’altra faccia della violenza), Марино Джиролами (Marino Girolami) — Ванни
- 1976: Отдел по борьбе с угонами (Squadra antifurto), Бруно Корбуччи (Bruno Corbucci) — бригадир Гарджуло
- 1976: Кеома(Keoma), Энцо Дж. Кастеллари (Enzo G. Castellari) — солдат Конфедерации (в титрах не указан)
- 1976: Италия под дулом пистолета (Italia a mano armata), Марино Джиролами (Marino Girolami) — Массимо Фаббри
- 1977: Нерон (Nerone), Марино Кастеллачи и Пьер Франческо (Mario Castellacci, Pier Francesco) — художник (в титрах не указан)
- 1977: Банда головорезов (La banda del trucido), Стельвио Масси (Stelvio Massi) — Маркетти
- 1977: Улица наркотиков (La via della droga), Энцо Дж. Кастеллари (Enzo G. Castellari) — Массимо
- 1977: Отдел по борьбе с мошенничеством (Squadra antitruffa), Бруно Корбуччи (Bruno Corbucci) — бригадир Гарджуло
- 1977: Неаполь, стреляй! (Napoli spara!), Марио Кайано (Mario Caiano) — Розати, коп под прикрытием
- 1978: Полицейский без страха (Poliziotto senza paura), Стельвио Масси (Stelvio Massi) — Бенито
- 1978: Отдел по борьбе с мафией (Squadra antimafia), Бруно Корбуччи (Bruno Corbucci) — бригадир Гарджуло
- 1978: Sensività, Энцо Дж. Кастеллари (Enzo G. Castellari)
- 1979: Джон Траволто… счастливчик судьбы (John Travolto… da un insolito destino), Нери Паренти (Neri Parenti) — Паоло
- 1979: Убийство на Тибре (Assassinio sul Tevere), Бруно Корбуччи (Bruno Corbucci) — бригадир Гарджуло
- 1980: Последний охотник (L’ultimo cacciatore), Антонио Маргерити (Antonio Margheriti) — Филипс
- 1980: День Кобры (Il giorno del Cobra), Энцо Дж. Кастеллари (Enzo G. Castellari) — Бельтрам
- 1980: Преступление у Римских Ворот (Delitto a Porta Romana), Бруно Корбуччи (Bruno Corbucci) — бригадир Гарджуло
- 1981: Последняя акула (L’ultimo squalo), Энцо Дж. Кастеллари (Enzo G. Castellari) — Джимми (в титрах: Макс Вандерс)
- 1981: Убийство в китайском ресторане (Delitto al ristorante cinese), Бруно Корбуччи (Bruno Corbucci) — бригадир Гарджуло
- 1982: 1990: Воины Бронкса (1990 — I guerrieri del Bronx), Энцо Дж. Кастеллари (Enzo G. Castellari) — Блейд
- 1982: Горилла (La gorilla), Ромуло Гваррьери (Romolo Guerrieri) — усатый грабитель
- 1983: 2019: Новые варвары (I nuovi barbari), Энцо Дж. Кастеллари (Enzo G. Castellari) — Мако
- 1983: Побег из Бронкса (Fuga dal Bronx), Энцо Дж. Кастеллари (Enzo G. Castellari) — большой маленький человек
- 1984: Преступление на «Формуле-1» (Delitto in Formula Uno), Бруно Корбуччи (Bruno Corbucci) — бригадир Гарджуло
- 1984: Туарег — воин пустыни (Tuareg — Il guerriero del deserto), Энцо Дж. Кастеллари (Enzo G. Castellari) — Corporal
- 1984: Взрыватель (Blastfighter) Ламберто Бава (Lamberto Bava) — умирающий полицейский (в титрах: Патрик O’Нил мл.)
- 1984: Крысы: Ночь ужаса (Rats — Notte di terrore), Бруно Маттеи (Bruno Mattei) — Таурус (в титрах: Алекс МакБрайд)
- 1985: Лазерный выстрел (Colpi di luce), Энцо Дж. Кастеллари (Enzo G. Castellari) полисмен на складе
- 1985: Раскаявшийся (Il pentito), Паскуале Сквитьери (Pasquale Squitieri)
- 1985: Пришёл мой брат (È arrivato mio fratello), Кастеллано и Пиполо (Castellano e Pipolo)
- 1985: Сердце из камня (Cuore di pietra) Стено (Steno)
- 1986: Лейтенант карабинеров (Il tenente dei carabinieri), Мацурицио Понци (Maurizio Ponzi) — один из братьев Камурати
- 1987: Атака коммандос (Strike Commando: Section d’assaut), Бруно Маттеи (Bruno Mattei) — в титрах не указан
- 1987: Двойная мишень (Doppio bersaglio / Double Target), Бруно Маттеи (Bruno Mattei) — русский солдат (в титрах: Алекс МакБрайд)
- 1987: Я и моя сестра (Io e mia sorella), Карло Вердоне (Carlo Verdone) — человек в поезде
- 1988: Военный робот (Robowar — Robot da guerra), Бруно Маттеи (Bruno Mattei) — рядовой Ларри Гварино (в титрах: Алекс МакБрайд)
- 1988: Полицейская игра (Cop Game / Gioco di poliziotto), Бруно Маттеи (Bruno Mattei) — главарь киллеров (в титрах: Алекс МакБрайд)
- 1988: Зомби 3 (Zombi 3), Лучо Фульчи (Lucio Fulci), Бруно Маттеи (Bruno Mattei), Клаудио Фрагассо (Claudio Fragasso) Бо (в титрах: Алекс МакБрайд)
- 1988: Дьявольская ловушка (Trappola diabolica), Бруно Маттеи (Bruno Mattei) — Келли Селлерс (в титрах: Алекс МакБрайд)
- 1989: Синдбад за семью морями (Sinbad of the Seven Seas), Энцо Дж. Кастеллари (Enzo G. Castellari) — человек (в титрах не указан)
- 1989: Терминатор II (Terminator 2), Бруно Маттеи (Bruno Mattei) — первый солдат (в титрах: Алекс МакБрайд)
- 1989: После смерти / Зомби 4: После смерти (Oltre la morte / After Death — Zombi 4), Клаудио Фрагассо (Claudio Fragasso) — Дэвид, друг Дэна (в титрах: Алекс МакБрайд)
- 1989: Рождённый сражаться (Nato per combattere), Бруно Маттеи (Bruno Mattei) — заключённый
- 1992: Пьерино-зубочистка (Pierino Stecchino), Клаудио Фрагассо (Claudio Fragasso)
- 1994: Чистая формальность (Una pura formalità), Джузеппе Торнаторе (Giuseppe Tornatore)
- 1994: Кукловод (Il burattinaio), Нини Грассия (Nini Grassia) — Дрейк
- 1994: Большое желание любить (Una grande voglia d’amore), Нини Грассия (Nini Grassia) — друг Николь
- 1995: Государственная тайна (Segreto di stato), Джузеппе Феррара (Giuseppe Ferrara)
- 1995: Mollo tutto, Хосе Мария Санчес (José María Sánchez)
- 1996: Джек Фрушьянте вышел из группы (Jack Frusciante è uscito dal gruppo), Энца Негрони (Enza Negroni)
- 1996: Люба — Тело и душа (Ljuba — Corpo e anima), Бруно Маттеи (Bruno Mattei) — киллер
- 1997: Большой дуб (La grande quercia), Паоло Бьянкини (Paolo Bianchini)
- 1997: Восковая маска (M.D.C. — Maschera di cera), Серджо Стивалетти (Sergio Stivaletti) — Виктор
- 2000: Жизнь — это игра (La vita è un gioco), Фабио Кампус (Fabio Campus)
- 2000: Упёртый Алекс (Alex l’ariete), Дамиано Дамиани (Damiano Damiani)
- 2001: Вайонт — плотина бесчестия (Vajont — La diga del disonore), Ренцо Мартинелли (Renzo Martinelli) — Ронкаччи
- 2001: Совершенная любовь (Un amore perfetto) Валерио Андреи (Valerio Andrei)
- 2002: Чёрный ангел (Senso '45), Тинто Брасс (Tinto Brass)
- 2002: Банды Нью-Йорка (Gangs of New York), Мартин Скорсезе (Martin Scorsese) — солдат (в титрах не указан)
- 2003: Площадь пяти лун (Piazza delle cinque lune), Ренцо Мартинелли (Renzo Martinelli) — террорист
- 2005: Возвращение Маннеццы (Il ritorno del Monnezza), Карло Ванцина (Carlo Vanzina) — Гарджуло
- 2005: Криминальный роман (Romanzo criminale), Микеле Плачидо (Michele Placido) — телохранитель (в титрах не указан)
- 2006: Торговец камнями (Il mercante di pietre), Ренцо Мартинелли (Renzo Martinelli) — пилот
- 2006: Борджиа (Los Borgia), Антонио Эрнандес (Antonio Hernandez) — солдат
- 2007: И я смотрю на мир сквозь иллюминатор (E guardo il mondo da un oblò), Стефано Кальванья (Stefano Calvagna) — мужчина, который изменяет жене
- 2008: Ублюдки (Bastardi), Федерико Дель Дзоппо (Federico Del Zoppo), Андрес Альче Мельдонадо (Andres Alce Meldonado) — Брази
- 2008: Ты — дурман (Ti stramo: Ho voglia di un’ultima notte da manuale prima di tre bac…), Пино Инсеньо (Pino Insegno), Джанлука Содаро (Gianluca Sodaro) — профессор
- 2008: Одинокий (Il solitario), Франческо Кампанини (Francesco Campanini) — Морьеро
- 2013: Рим криминальный (Roma criminale), Джанлука Петрацци (Gianluca Petrazzi)

#### Телеаизионные фильмы
- 1995: Прощай и возвращайся (Addio e ritorno), Родольфо Роберти (Rodolfo Roberti)
- 1998: Пятнадцатый Апостол (La quindicesima epistola), Хосе Мария Санчес (José María Sánchez) — Микеле
- 1998: Ответ отца (Kidnapping — Ein Vater schlägt zurück …), Чинция Т.Торрини (Cinzia Th. Torrini) — Анджело
- 1998: Женщина в поезде (La donna del treno), Карло Лидзани (Carlo Lizzani)
- 2000: Prigioniere del cuore, Алессандро Капоне (Alessandro Capone)
- 2002: Я тебя спасу (Io ti salverò), Марио Кайано (Mario Caiano)
- 2003: Семья по случаю (Una famiglia per caso), Камилла Костанцо (Camilla Costanzo), Алессио Кремонини (Alessio Cremonini)

#### Сериалы
- 1985—1986: Охотники за шедеврами (Caccia al ladro d’autore)
  - 1985: эпизод La foresta che vola, Тонино Валери (Tonino Valerii)
- 1986: Покушение на Папу римского (Attentato al Papa), Джузеппе Фина (Giuseppe Fina)
- 1988: Ралли (Rally)
- 1987—1989 (Appuntamento a Trieste), Бруно Маттеи (Bruno Mattei)
  - 1987: эпизод #1.2
  - 1987: эпизод #1.3
- 1992: Сенсация II (Scoop II)
- 1993: Комиссар в Риме (Un commissario a Roma)
  - 1993: Una macchia di the (prima parte), Лука Манфреди (Luca Manfredi)
- 1993: Площадь Испании (Piazza di Spagna), Флорестано Ванчини (Florestano Vancini)
  - 1993: эпизод #1.1
  - 1993: эпизод #1.2
  - 1993: эпизод #1.3
- 1997: Пустыня в огне (Il deserto di fuoco), Энцо Дж. Кастеллари (Enzo G. Castellari) Альбино
- 2002: Комиссар (Il commissario)
  - 2002: эпизод Вне игры (Fuori gioco)
- 2003 — 2005: Элиза (Elisa di Rivombrosa), Чинция Т.Торрини (Cinzia Th. Torrini)
- 2004: La tassinara, Хосе Мария Санчес (José María Sánchez)
- 2004—2006: Гордость (Orgoglio)
  - 2004: эпизод #1.6
- 2005—2006: Incantesimo 8
  - 2005: эпизод #1.168

### Каскадёр
- 1975: Cipolla Colt
- 1984: Tuareg — Il guerriero del deserto
- 1984: Blastfighter
- 1985: Colpi di luce
- 1988: Zombie 2
- 1994: Una pura formalità
- 1998: Il fantasma dell’opera
- 2002: Il commissario (сериал)
  - 2002: Fuori gioco
- 2002: Gangs of New York
- 2003: Elisa di Rivombrosa (сериал)
- 2004: Orgoglio (сериал)
  - 2004: эпизод #1.6
- 2006: Il mercante di pietre
- 2008: Bastardi
- 2015: Chiamatemi Francesco — Il Papa della gente

### Постановщик трюков
- 1987: Double Target
- 1988: Robowar — Robot da guerra
- 1989: Terminator II
- 1989: After Death / Oltre la morte
- 1994: Il burattinaio
- 1995: La voce del cuore (сериал)
- 1998: Incantesimo (сериал)
- 2000: Alex l’ariete
- 2000: Incantesimo 3 (сериал) 2001 Incantesimo 4 (сериал)
- 2001: Vajont — La diga del disonore
- 2002: Un amore perfetto
- 2002: Incantesimo 5 (сериал)
- 2003: Incantesimo 6 (сериал)
- 2004: Incantesimo 7 (сериал)
- 2005: Incantesimo 8 (сериал)
- 2007: Incantesimo 9 (сериал)
- 2007 La figlia di Elisa — Ritorno a Rivombrosa (сериал, 8 эпизодов)
- 2008: Incantesimo 10 (сериал)
- 2008: Ti stramo: Ho voglia di un’ultima notte da manuale prima di tre baci sopra il cielo
- 2015 Solo per amore (сериал, 10 эпизодов)

### Miscellaneous Crew
- 1987 — Strike Commando
- 1988 — Trappola diabolica
- 1989 — Nato per combattere
- 1993 — Teste rasate
- 1994 — Il burattinaio
- 1996 — Jack Frusciante è uscito dal gruppo
- 1996 — Marciando nel buio
- 1997 — Ljuba — Corpo e anima
- 1998 — Kidnapping — Ein Vater schlägt zurück
- 2003 — Площадь Четырёх Лун / Piazza delle cinque lune
- 2007: Pompei, ieri, oggi, domani (сериал, 2 эпизода)
- 2008 — Il solitario

### Документальные фильмы
- 2007: Quelli del Maledetto Treno Blindato — Making of 'Inglorious Bastards'
- 2008: Train Kept A-Rollin'
- 2008: Paura: Lucio Fulci Remembered — Volume 1
- 2008: L’urlo di Chen terrorizza ancora l’occidente — Dragonland